# Дурдин, Владимир Владимирович
Влади́мир Влади́мирович Дурди́н (26 апреля 1956, Омск, СССР — 28 мая 1990, вблизи Лигатне, Латвийская ССР, СССР) —  советский хоккеист, защитник. Мастер спорта СССР.

## Биография
Начал тренироваться в Омске под руководством тренера Роберта Михайловича Чудинова в 1967 году. В 1974 году дебютировал в команде первой лиги «Шинник» Омск. Отыграл два сезона в «Шиннике» под номером «19» (именной свитер Владимира Дурдина хранится в «Арене» Омск). В 1976 году был приглашён в команду высшего дивизиона «Динамо» Рига. Начинал играть в Риге в нападении, но после первого сезона тренеры решили, что целесообразней использовать Дурдина в качестве защитника. Отыграл в Риге 13 сезонов, установив рекорд команды по количеству проведённых матчей в высшей лиге. В 1978—1979 годах привлекался к играм второй сборной СССР. В 1988/89 годах участвовал в суперсерии «Динамо» Рига — клубы НХЛ.
В 1989 году принял приглашение финского клуба «Эссят» Пори. По окончании сезона 1989/90, финский клуб продлил контракт с Дурдиным.
Владимир Дурдин погиб в автокатастрофе 28 мая 1990 года на шоссе между Лигатне и Сигулдой возвращаясь из Пори в Ригу.
Похоронен в Омске на Старо-Северном кладбище.
Брат-близнец Владимира Дурдина, Михаил Дурдин много лет выступал за хоккейный клуб «Шинник» Омск.

## Статистика выступления в высшей лиге
| Легенда | Легенда                    | Легенда | Легенда                   | Легенда | Легенда    |
| ------- | -------------------------- | ------- | ------------------------- | ------- | ---------- |
| И       | Количество проведённых игр | Штр     | Штрафное время            | +/−     | Плюс-минус |
| Г       | Голы                       | П       | Голевые передачи          | О       | Очки       |
| -       | Статистика неизвестна      | —       | Статистика не учитывалась |         |            |

| Сезон                    | Команда                  | И   | Г  | П  | О   | Штр |
| ------------------------ | ------------------------ | --- | -- | -- | --- | --- |
| 1976/77                  | «Динамо» (Рига)          | 33  | 2  | 2  | 4   | 14  |
| 1977/78                  | «Динамо» (Рига)          | 36  | 2  | 2  | 4   | 34  |
| 1978/79                  | «Динамо» (Рига)          | 41  | 5  | 6  | 11  | 68  |
| 1979/80                  | «Динамо» (Рига)          | 44  | 1  | 1  | 2   | 22  |
| 1980/81                  | «Динамо» (Рига)          | 49  | 1  | 10 | 11  | 62  |
| 1981/82                  | «Динамо» (Рига)          | 53  | 6  | 13 | 19  | 72  |
| 1982/83                  | «Динамо» (Рига)          | 56  | 7  | 6  | 13  | 59  |
| 1983/84                  | «Динамо» (Рига)          | 44  | 8  | 7  | 15  | 38  |
| 1984/85                  | «Динамо» (Рига)          | 52  | 7  | 5  | 12  | 51  |
| 1985/86                  | «Динамо» (Рига)          | 40  | 4  | 7  | 11  | 36  |
| 1986/87                  | «Динамо» (Рига)          | 38  | 1  | 5  | 6   | 26  |
| 1987/88                  | «Динамо» (Рига)          | 50  | 3  | 6  | 9   | 35  |
| 1988/89                  | «Динамо» (Рига)          | 44  | 10 | 3  | 13  | 28  |
| Всего в Чемпионатах СССР | Всего в Чемпионатах СССР | 590 | 58 | 74 | 132 | 537 |

## Достижения
- Серебряный призёр чемпионата СССР 1988 года[17].